# Deltochilum icarus
Deltochilum icarus là một loài bọ cánh cứng trong họ Bọ hung (Scarabaeidae).